# VR6

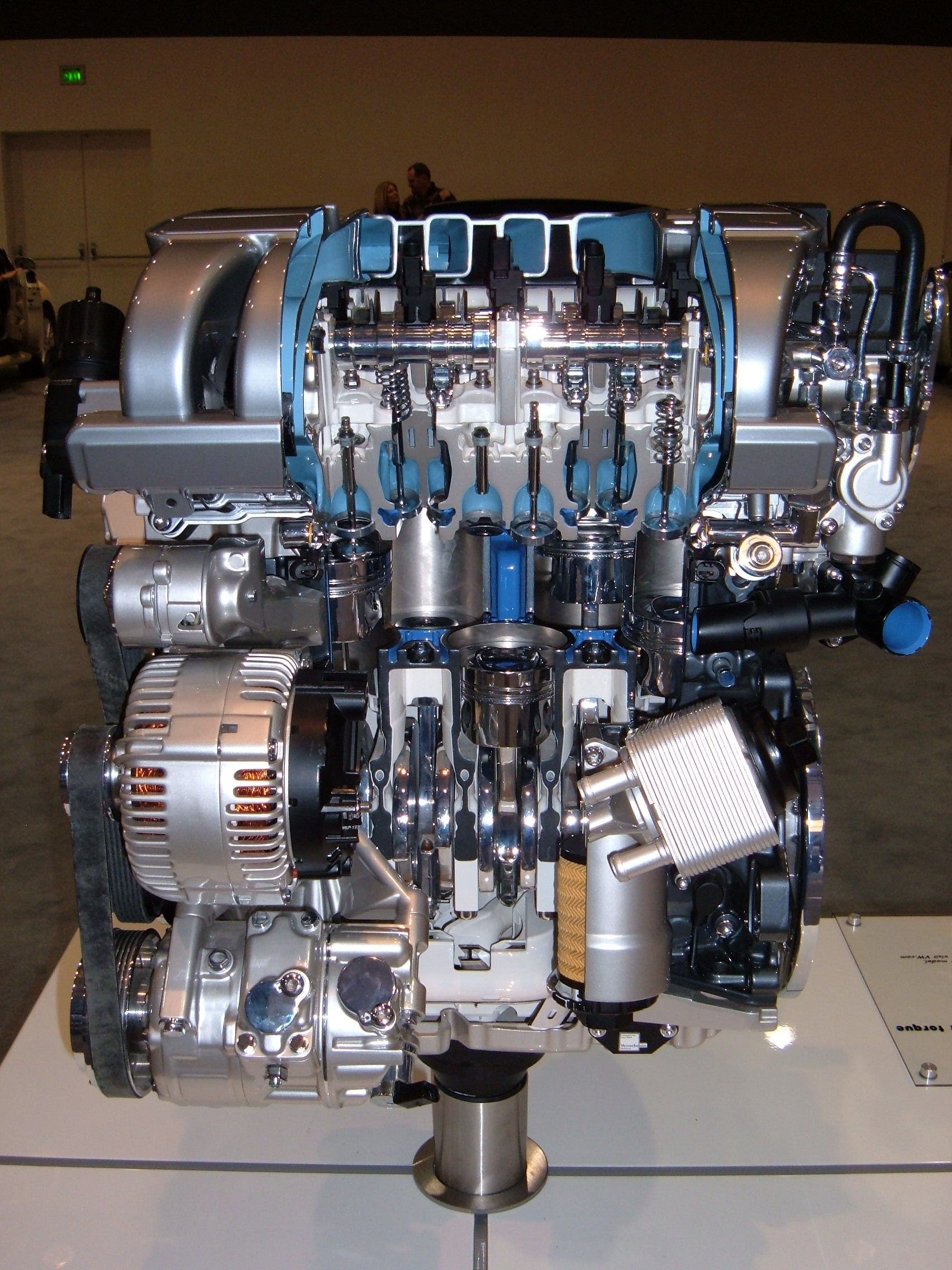
Moteur VR6 3.6L de Volkswagen Touareg d'exhibition

Le VR6 est un moteur automobile six-cylindres en V avec un angle très fermé de 15°. Inventé à partir de 1915 par Vincenzo Lancia, le fondateur du constructeur automobile italien Lancia, il est développé par Volkswagen. La dénomination utilise le « V » pour « moteur en V », le « R » venant de l'allemand « reihenmotor » qui veut dire « moteur en ligne ».
La technologie VR existe également en 4, 5, 8, 12 et 16 cylindres.

## Architecture moteur
Le constructeur met en avant les avantages d'un encombrement réduit, d'un couple d'un V6 et de l'allonge d'un 6-cylindres en ligne. Les deux derniers points ont pour but de rendre ce moteur performant sur n'importe quelle plage que ce soit à bas ou à haut régime.
La première version est développée pendant les années 1980 et devait coïncider avec la mise sur le marché de la Corrado. Le développement ayant pris du retard, c'est à l'occasion de la présentation de la Golf III VR6 qu'est présentée cette architecture. La Golf III eut la version 2,8 L de 174 ch, et la Golf III syncro ainsi que le Corrado eurent la version de 2,9 L et 190 ch.
Plus tard (années 2000), l'appellation commerciale VR6 change et devient V6 après le passage de 12 soupapes à 24 soupapes (2.8L 204cv). Pourtant, il s'agit toujours du même bloc à culasse unique.
Volkswagen continue encore en 2017 à utiliser et dériver ces types de moteurs sur ses modèles.
Cette architecture est également utilisée sur les modèles de moto de la marque Horex (moteur usiné par Weber Motors).
La particularité de ce moteur en V est, par son faible angle, de permettre aux deux bancs de cylindres d’être sous la même culasse.

## Modèles équipés de cette architecture
Liste non exhaustive

### Skoda
- Superb II (& Superb II Combi) 3.6 V6 FSI (CDVA[1]) - 260ch (de 2008 à 2015) - Transmission intégrale - Boîte robotisée à double embrayage DSG 6 rapports

### Porsche
- Cayenne 955 3.2 V6 FSI (M02.2Y[2]) 250 ch (de 2003 à 2007)
- Cayenne 957 3.6 V6 FSI (M55.01[3]) 290 ch[4] (02.2007 – 05.2010)
- Cayenne 958 3.6 V6 FSI (M55.02[5]) 300 ch (04.2010 – 05.2018)

### Volkswagen
- Atlas/Teramont, Atlas Cross Sport (type moteur CDVC 3,6L de 280 ch)[6]
- Bora (Jetta aux US et Canada) V6 (type moteur AQP / AUE / BDE 2,8 L 12 soupapes de 204 ch à transmission intégrale 4Motion) 05/1999–05/2003
- Bora (Jetta aux US et Canada) V5 (VR5) (2,3 L de 170 ch (20 soupapes) ou 150ch (10 soupapes))
- Corrado SLC (type moteur AAA 2,8 L 12 soupapes de 180 PS/178 ch) version US et Canada 1992-1994
- Corrado VR6 (type moteur ABV 2,9 L 12 soupapes de 190 ch) version européenne 1992–1995
- Eos V6 3.2 FSI (moteur BUB 250ch) puis V6 3.6 FSI 260ch (2006 – 2015)
- Golf III VR6 (et Vento VR6) (2,8 L de 174 ch) ; VR6 Syncro (2,9 L, de 190 ch à transmission intégrale)
- Golf IV V6 4Motion R28 (R pour Racing et 28 pour le moteur 2,8 L) (2,8 L de 204 ch à transmission intégrale)
- Golf IV VR5 (VR5) (2,4 L de 150 ch) ; V5 (VR5) (2,4 L de 170 ch)
- Golf IV R32 (R pour Racing et 32 pour le moteur 3,2 L) (3,2 L de 241 ch à transmission intégrale) Boite DSG en option, série limitée et numérotée (en France)
- Golf V R32 (R pour Racing et 32 pour le moteur 3,2 L) (3,2 L de 250 ch à transmission intégrale option boîte automatique robotisée à six rapports-DSG)
- Passat IV VR6 (2,8 L de 174 ch) ; VR6 Syncro variant (2,9 L de 190 ch à transmission intégrale)
- Passat V VR5 (2,4 L de 170 ch à transmission intégrale (4Motion en option))
- Passat V W8 (deux Blocs VR4) (4 L de 275 ch à transmission intégrale (4Motion de série))
- Passat VI 3.2 FSI (VR6) 4Motion (3,2 L de 250 ch à transmission intégrale et boîte automatique robotisée à six rapports (DSG))
- Passat VI R36 (R pour Racing et 36 pour le moteur 3,6 L) DSG (3,6 L de 300 ch à transmission intégrale et boîte automatique robotisée à six rapports)
- Passat CC (Amérique du nord & Russie 2008-2017) 3.6 FSI de 295 ch Boite Tiptronic 6 Vitesses, 4Motion en option
- Phaeton V6 (VR6) (3,2 L de 241 ch à boîte automatique à cinq rapports)
- Phaeton W12 (6,0 L de 420 ch à boîte automatique à cinq rapports) dont le W12 utilise l'architecture VR (deux blocs VR6 disposés à 72°)
- Sharan VR6 (2,8 L de 174 ch) ; VR6 Syncro (2,9 L de 190 ch à transmission intégrale) ; V6 2.8L 204cv
- Talagon (VR6) (Type moteur DPK/DDK 2,5 L de 299 ch) à boîte DSG à sept rapports, depuis 2021 en Chine uniquement[6]
- Touareg V6 (VR6) (3,2 L de 241 ch à boîte Tiptronic à six rapports)

(3,6 L disponible aussi)
- Touareg W12 (idem Phaeton)
- T4 (Transporter, Caravelle, Multivan, Doka) VR6 2.8L 140cv (type moteur AES. Type moteur différent pour l'Eurovan model for the United States and Canadian marketsdu Multivan) puis V6 2.8L 204cv
- T5 (Multivan) V6 3.2L FSI, moteur de la Golf R32.
- Vento III et Jetta III VR6 (2,8 L de 174 ch) ; VR6 Syncro (2,9 L, de 190 ch à transmission intégrale)

### Audi
- A3 3.2 V6, TT Mk1 3.2 V6, et TT Mk2 3.2 V6, toutes trois motorisées par un VR6 de 3,2 L développant 250 ch (transmission intégrale, boîte automatique robotisée à six rapports (DSG) en option). L'option 4 × 4 non-permanent "quattro" est de série avec cette motorisation.

- Q7 3.6 V6 FSI (VR6) (3,6 L 280 ch à transmission intégrale et boite automatique à convertisseur de couple six rapports (Tiptronic))

- A6 3.2 V6 FSI 3,2 L développant 255 ch (transmission intégrale, boîte automatique robotisée à six rapports (DSG) en option). L'option 4 × 4 non-permanent "quattro" est de série avec cette motorisation.

### Seat
- León Cupra 4 V6 (2,8 L de 204 ch de 10/2000 à 04/2004) à transmission intégrale Haldex LSC
- Alhambra VR6 (2,8 L 12 soupapes de 174 ch à boîte automatique 4 rapports en option) de 1995 à 2000 puis V6 (2,8 L 24 soupapes de 204 ch à boîte automatique 5 rapports (Tiptronic) en option) de 2000 à 2010
- Toledo II VR5 10s (2,3 L de 150 ch, 1998-2001), VR5 20s (2,3 L de 170 ch 2001-2003)

### Bugatti
- Bugatti Veyron 16.4, dont le moteur W16 de 8 L développant 1 001 ch pour le premier modèle, et pour la version finale appelée  Veyron 16.4 Grand Sport Vitesse "La Finale" dont le moteur W16 de 8 L développant 1 200 ch. (boîte automatique robotisée à sept rapports) utilise un dérivé de deux VR6 de Volkswagen, auxquels on a greffé deux cylindres à chacun pour en faire deux blocs de type VR8 ouverts à 15°.

### Bentley
- Continental GT W12 et Continental Flying Spur W12, dont le moteur W12 de 6 L développant 558 ch (boîte automatique robotisée six-rapports) utilise l'architecture VR (deux blocs VR6 disposés à 72°).

### Horex (pas de lien avec volkswagen)
- VR6 Roadster, VR6 Classic et VR6 Cafe Racer dont le moteur de 1.2 l développant 161 ch.

### Ford
- Galaxy I; moteur VR6 2.8 12 soupapes de 174 ch (voir Volkswagen Sharan et Seat Alhambra) 1996 - 2000 puis moteur VR6 2.8 24 soupapes de 204 ch 2000 - 2006.

### Mercedes
- Classe V (V280) moteur VW VR6 2.8 12 soupapes de 174 ch (1999 - 2003, non commercialisé en France)